# I Liceum Ogólnokształcące im. Mikołaja Kopernika w Jarosławiu

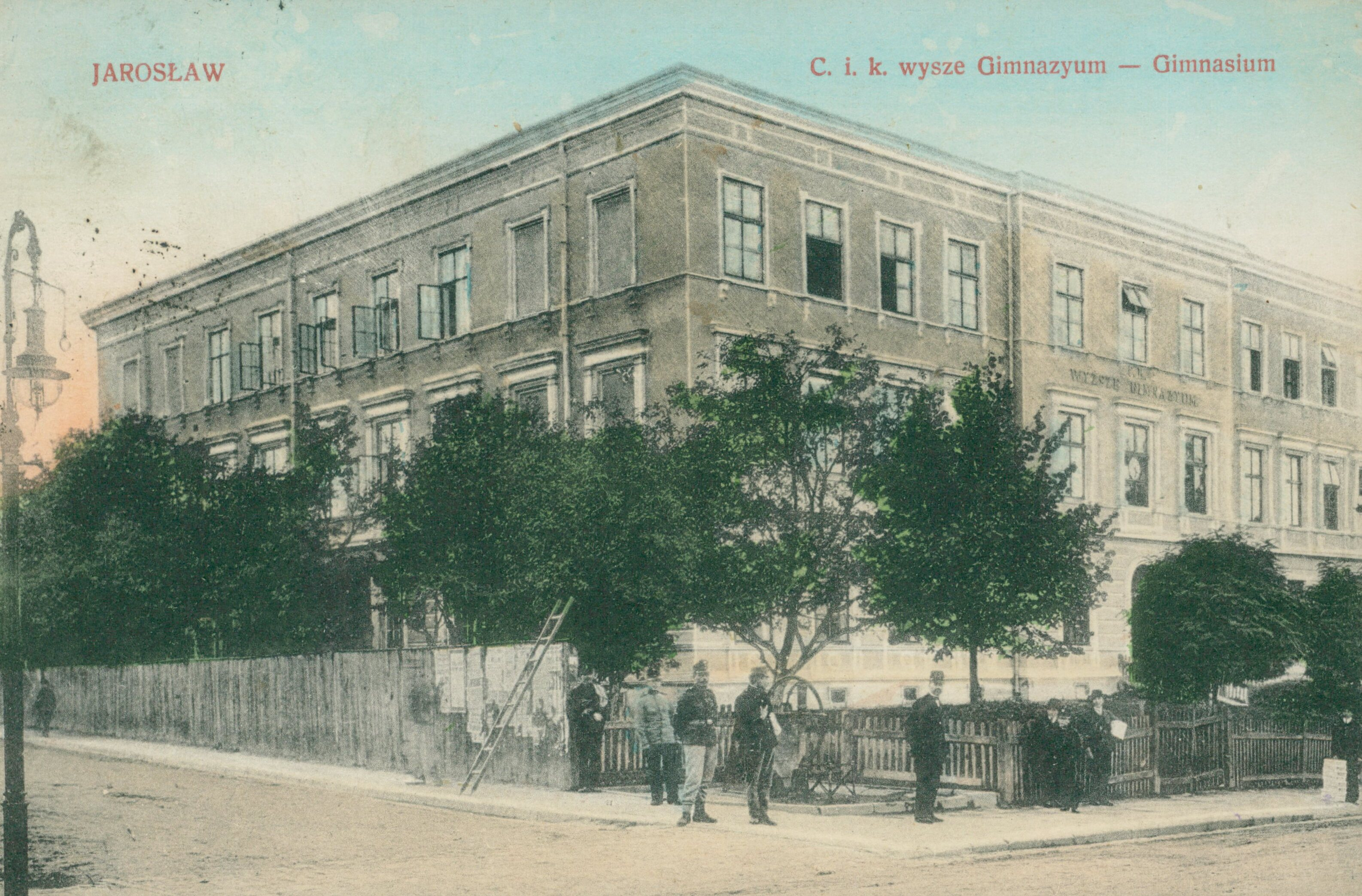
Budynek szkoły około 1911

I Liceum Ogólnokształcące im. Mikołaja Kopernika w Jarosławiu – ponadpodstawowa publiczna szkoła państwowa z siedzibą w Jarosławiu.
Szkoła mieści się w budynku powstałym w latach 1874–1876 przy ul. 3 Maja, rozbudowanym w latach późniejszych o dodatkowe skrzydło i nowoczesną salę gimnastyczną.

## Rys historyczny
Kalendarium
- 1868 r. – Trzyklasowa szkoła realna
- 1884 r. – C.K. Niższe Gimnazjum
- 1892 r. – C.K. Wyższe Gimnazjum – pierwszy egzamin dojrzałości
- 1919 r. – I Państwowe Gimnazjum
- 1938 r. – Zarządzeniem Ministra Wyznań Religijnych i Oświecenia Publicznego Wojciecha Świętosławskiego z 23 lutego 1937 „I Państwowe Gimnazjum w Jarosławiu” zostało przekształcone w „I Państwowe Gimnazjum im. Marszałka Józefa Piłsudskiego w Jarosławiu” (państwową szkołę średnią ogólnokształcącą, złożoną z czteroletniego gimnazjum i dwuletniego liceum), a po wejściu w życie tzw. reformy jędrzejewiczowskiej szkoła miała charakter męski, a wydział liceum ogólnokształcącego był prowadzony w typie humanistycznym[1]
- 1939-44 r. – okupacja i tajne nauczanie
- 1944-48 r. – wznowienie działalności szkoły
- 1948-60 r. – Państwowa Szkoła Ogólnokształcąca stopnia licealnego
- 1961 r. – Liceum Ogólnokształcące
- od 1972 – Liceum Ogólnokształcące im. Mikołaja Kopernika

Początek historii szkoły to okres przemian monarchii habsburskiej, który nastąpił po 1866 roku. Okres ten przyniósł Polakom mieszkającym w Galicji szeroką autonomię. Nastąpiła między innymi polonizacja szkolnictwa, nad którym opiekę przejęła Rada Szkolna Krajowa we Lwowie. W dniu 9 lipca 1868 roku wydała ona reskrypt na mocy którego dwuklasową szkołę realną w Jarosławiu przekształcono w szkołę trzyklasową z możliwością tworzenia następnych klas. Pierwszy egzamin dojrzałości odbył się w 1875 roku, przystąpiło do niego 29 uczniów. W latach 1874–1876 szkoła otrzymała nowy budynek przy ul. 3 Maja (w którym obecnie mieści się LO im. M. Kopernika). Nowy gmach z ogrodem i boiskiem liczył 8 klas, gabinety naukowe i dwie biblioteki (dla nauczycieli i uczniów) oraz mieszkanie dla dyrektora i tercjana. W 1877 roku dyrektorem szkoły został A. Maj.
Szkoła kształciła młodzież z Jarosławia i okolicy, lecz nie dawała możliwości podjęcia studiów uniwersyteckich. Dlatego też w 1880 roku rozpoczęto starania o przekształcenie jej w gimnazjum. Początkowo prośby były odrzucane zarówno przez Radę Szkolną, jak i samego cesarza Franciszka Józefa. Zgodę otrzymano 30 czerwca 1884. W roku szkolnym 1884/85 rozpoczęło funkcjonowanie C.K. Niższe Gimnazjum, a w 1892 kiedy odbyła się pierwsza matura zmieniono nazwę na C.K. Wyższe Gimnazjum typu klasycznego (z wiodącą łaciną, greką i historią). 21 listopada 1895 dokonano zapisu notarialnego, w którym gmina miasta reprezentowana przez burmistrza Adolfa Dietziusa, pozostając właścicielem budynku i ogrodu, pozwalała na ich użytkowanie przez Gimnazjalny Fundusz Szkolny tak długo, jak długo „C.K. Wyższe Gimnazjum kosztem Skarbu Państwa utrzymywane istnieć będzie”. Gmina zobowiązywała się też do utrzymania budynku i placu w stanie zdatnym do użytku. W 1903 r. w szkole została urządzona kaplica, którą uroczyście poświęcił 11 października 1904 roku ks. bp. Karol Józef Fischer. Kaplica znajdowała się na piętrze i sąsiadowała z aulą – największą salą w gmachu, posiadającą rozsuwane drzwi oraz w środkowym oknie zegar, jedyny publiczny w mieście. Kaplica istniała do 1934 roku, gdy Kuria Biskupia w Przemyślu cofnęła pozwolenie na jej dalsze funkcjonowanie w szkole.
Zarządzeniem Kuratorium Okręgu Szkolnego w Rzeszowie z dnia 25 maja 1972 Liceum Ogólnokształcące w Jarosławiu otrzymało imię Mikołaja Kopernika. Powrót do dawnego patrona szkoły Józefa Piłsudskiego w nowej, socjalistycznej rzeczywistości nie był możliwy. Na początku lat 70. przeprowadzono gruntowny remont budynku, wykonano nowe elewacje i wyposażono pracownie w pomoce naukowe. Kolejny remont przeprowadzany był w ostatnich latach. Od 1974 istniały klasy o czterech profilach: humanistycznym, matematyczno-fizycznym, biologiczno-chemicznym i podstawowym. W 1976 LO połączono z działającą w jego budynku szkołą dla pracujących i w ten sposób powstał Zespół Szkół Ogólnokształcących o jednolitej strukturze organizacyjnej. W takiej formie szkoła istniała do roku 2001, po czym szkoła wróciła do poprzedniej nazwy I LO im. M. Kopernika. W okresie istnienia PRL mimo ograniczonych swobód obywatelskich i możliwości finansowych w szkole istniały liczne koła zainteresowań (sportowe, matematyczne, historyczne, pedagogiczne, biologiczne, fizyczne, chemiczne, językowe, fotograficzne, muzyczne, plastyczne itd.), działał chór, organizowane były wycieczki, uroczystości państwowe i szkolne a uczniowie zajmowali wysokie miejsce w olimpiadach przedmiotowych.

## Biblioteka
Biblioteka I Liceum Ogólnokształcącego im. Mikołaja Kopernika jest największą biblioteką szkolną w Jarosławiu i rejonie. Księgozbiór obejmuje ok. 26 tys. książek, filmów i płyt, z czego część stanowią lektury szkolne, zaś część pozostała obejmuje literaturę popularnonaukową z różnych dziedzin. Biblioteka, tak jak szkoła, liczy ponad 120 lat. Najstarsza część księgozbioru to tzw. biblioteka nauczycielska, której początki sięgają 1876 roku. W jej zbiorach znajduje się wiele cennych i wartościowych pozycji udostępnianych na miejscu. Jest to księgozbiór C.K. Wyższego Gimnazjum, a później I Gimnazjum i Liceum w Jarosławiu.

## Władze szkoły
| - Andrzej Maj (1884-1890) - Emanuel Dworski (1890-1892) - Józef Dziewoński (1892-1893) - Józef Wójcik (1893-1904) - Ignacy Rychlik (1905-1927) - Dominik Czekałowski (1927-1933) - Wacław Nartowski (1933-1939, 1944-1947) - Zygmunt Schingera (1947-1948) - Kamil Straus (1948-1970) - Józef Kałkun (1970-1971) - Edward Iskra (1971-1979) - Władysław Seremet (1979-1990) - Józef Zawadzki (1991-2002) - Jadwiga Szewczyk (2002-2007) - Zbigniew Tabor (2007-2017) - Jolanta Moskwa (od 2017) |  | - Józef Dziewoński (1884 – 1892) - Franciszek Wojnar (1892-1895) - Ignacy Rychlik (1895-1904) - Jan Nowak (1904-1905) - Piotr Mirtyński (1905-1917) - Mateusz Czopor (1917-1926) - Mieczysław Lisiński (1926-1933) - Eugeniusz Albert (1932-1939) - Włodzimierz Karwański (1944-1946) - Jerzy Zasowski (1946-1950) - Stanisława Kostka (1950-1973) - Józef Hawryło (1970-1996) - Stefan Hamkało (1976-1985) - Teresa Cząstkiewicz (1985-2002) - Jadwiga Szewczyk (1996-2002) - Danuta Żurawska (2002-2007) |  | - Maria Król (2007-2017) - Magdalena Czerwonka (od 2017) - Zofia Ciesielska (od 2017) |

## Nauczyciele
- ks. Mateusz Czopor
- Józef Ekkert (1910-1912)
- Mieczysław Gawlik (1907-1910)
- Hipolit Neuwirth (1888-1890)
- Franciszek Wojakowski (1910)
- Franciszek Vogl (1888-1896)

## Uczniowie i absolwenci
- Klaudiusz Angerman – inżynier kolejowy i naftowy, polityk
- Edward Białogłowski – duchowny katolicki, biskup
- Mieczysław Cena – profesor nauk weterynaryjnych, twórca polskiej zoohigieny
- Antoni Chruściel ps. „Monter” – generał brygady Polskich Sił Zbrojnych, jeden z dowódców w powstaniu warszawskim
- Roman Dzieślewski – nestor polskiej elektryki, pierwszy polski profesor elektrotechniki, rektor Politechniki Lwowskiej
- Karol Dziewoński – chemik
- Ludwik Fortuna – cichociemny
- Stanisław Graff – oficer Wojska Polskiego
- Adam Gruca – lekarz ortopeda, profesor medycyny, jeden z najznakomitszej trójcy polskich ortopedów
- Wojciech Hejnosz – historyk prawa
- Józef Kukułka – politolog (stosunki międzynarodowe), profesor Uniwersytetu Warszawskiego, dyplomata
- Franciszek Leja – matematyk, profesor Uniwersytetu Jagiellońskiego
- Eugeniusz Maskowicz – kapitan Wojska Polskiego
- Jerzy Mazur – duchowny katolicki, biskup
- Czesław Mączyński – dowódca polskich sił zbrojnych podczas obrony Lwowa w listopadzie 1918
- Feliks Młynarski – ekonomista, bankowiec
- Stefan Mossor – generał
- Bogusław Nizieński – prawnik, sędzia, Rzecznik Interesu Publicznego, kawaler Orderu Orła Białego
- Jan Noskiewicz – zoolog, nauczyciel
- Mieczysław Orłowicz – geograf, z zamiłowania krajoznawca i popularyzator turystyki
- Marek Papała – oficer policji, komendant główny policji
- Leon Penner – prawnik
- Wiesław Pawłucki – matematyk, profesor Uniwersytetu Jagiellońskiego
- Kazimierz Ryziński – oficer Wojska Polskiego
- Ludwik Sawicki – podpułkownik artylerii Wojska Polskiego i Polskich Sił Zbrojnych.
- Krzysztof Sobolewski – poseł na Sejm RP IX kadencji
- Stanisław Szpaczyński – inżynier, oficer
- Stanisław Szpetnar – duchowny katolicki
- Stanisław Trojan – major piechoty Wojska Polskiego, ofiara zbrodni katyńskiej
- Tadeusz Ulma – senator
- Wacław Wierzbieniec – historyk
- Eugeniusz Wikiera – prawnik, oficer
- Kazimierz Ferdynand Wojakowski – oficer
- Tadeusz Wolfenburg – nauczyciel, urzędnik
- Franciszek Woś – duchowny katolicki, działacz Armii Krajowej
- Tadeusz Zbigniew Zbiegień – oficer
- Julian Żmudziński – major artylerii Wojska Polskiego, burmistrz Ostrzeszowa (1936–1939)